# Der totale Widerstand
Der totale Widerstand, originalmente publicado em alemão como Der totale Widerstand: Eine Kleinkriegsanleitung für Jedermann (em português: "Resistência Total: Um Manual de Guerra de Guerrilha para Todos") é um manual de guerra de guerrilha em sete volumes.
Foi escrito em 1957 pelo oficial do exército suíço Hans von Dach para preparar a população suíça para uma ocupação da Suíça pelas forças do Pacto de Varsóvia, uma eventualidade então considerada possível no contexto da Guerra Fria. O livro foi republicado como traduções piratas em dezenas de línguas em vários países no estrangeiro e foi usado por grupos terroristas de esquerda nas décadas de 1960 e 1970.

## Publicação
Der totale Widerstand foi publicado pela primeira vez em 1957, em sete volumes, pela Associação Suíça de Suboficiais (Schweizer Unteroffiziersverband, SUOV), com a intenção de ampla divulgação à população suíça. O livro foi um sucesso comercial, sendo reimpresso cinco vezes e vendendo dezenas de milhares de exemplares, principalmente na Alemanha Ocidental e na Áustria. Tornou-se de longe a mais conhecida das mais de cem obras de von Dach sobre táticas militares.

## Conteúdo
O livro é um manual para guerra irregular contra uma força de ocupação, destinado a ser usado por civis e não por soldados. Pressupõe uma forma de resistência irregular que não envolva armas mais pesadas do que armas de infantaria leve: espingardas, granadas de mão e minas.
Os tópicos abordados no primeiro volume incluem:
- os fundamentos operacionais, táticos, técnicos e psicológicos da guerrilha, como sabotagem, assassinato e conduta sob tortura;
- o estabelecimento, organização e comando de unidades de guerrilha e movimentos de resistência civil;
- métodos inimigos de reprimir e combater a guerrilha.

Os outros volumes descrevem o fabrico e o uso de armas básicas: armas químicas (vol. 2), a submetralhadora Partisan de 9 mm (vol. 3), a pistola TARN (vol. 4), dispositivos explosivos improvisados (vol. 5), o supressor de ruído TELL (vol. 6) e granadas de mão (vol. 7). Conclui com as palavras: "É melhor morrer em pé do que viver de joelhos!".[carece de fontes?]
Como o livro é baseado na conduta das forças de ocupação da Segunda Guerra Mundial (Alemanha nazis e União Soviética), a maior parte do seu conteúdo já não é mais aplicável política e tecnicamente ao início do século XXI. No entanto, algumas das instruções de von Dach continuam relevantes para os conflitos atuais, como sobre como sabotar infraestruturas, construir bloqueios de estradas, fabricar e usar dispositivos incendiários ou esconder armas e munições.[carece de fontes?]

## Recepção

### Na Suíça
Embora popular entre os oficiais da milícia, o livro não foi bem recebido pelos líderes seniores do Exército, que preferiam uma política de defesa baseada em armas combinadas convencionais e guerra mecanizada em vez de guerra irregular. Em 1974, o Chefe do Estado-Maior Geral vetou a publicação de Resistência Total como um manual do exército, em parte devido a preocupações de que ele defendesse condutas que violassem as leis da guerra. Quando o Exército Suíço estabeleceu uma organização secreta de retaguarda, a P-26, na década de 1970, foi concebida como uma estrutura de cima para baixo, liderada por quadros, em vez do amplo e descentralizado movimento de resistência civil previsto por von Dach.
No entanto, o livro continua a fazer parte do currículo da Academia Militar do Exército Suíço no ETH Zurique como um dos "clássicos da história da estratégia e da teoria da guerra".

### No estrangeiro
O livro obteve logo um sucesso inesperado no estrangeiro. Em 1965, as forças especiais dos EUA publicaram uma tradução não autorizada intitulada Total Resistance – Swiss Army Guide to Guerilla Warfare and Underground Operations (em português: Resistência Total – Guia do Exército Suíço para Guerra de Guerrilha e Operações Subterrâneas). Outras traduções piratas continuaram a ser publicadas em dezenas de idiomas em países que vão de Angola ao Vietname. Na União Soviética, o livro foi ridicularizado como "um absurdo" num artigo de jornal de 1984.
Der totale Widerstand tornou-se notavelmente popular como um manual de instruções para vários grupos terroristas de esquerda ativos nas décadas de 1960 e 70. De acordo com relatórios policiais suíços e europeus da época, foi amplamente disseminado em círculos militantes de esquerda, e as suas táticas foram usadas em ataques à bomba no Tirol do Sul, Nova Iorque e Frankfurt, bem como em distúrbios em Paris. Por exemplo, em Itália, a editora Savelli incluiu parte do livro num manual de guerrilha política de esquerda, In caso di golpe. Manual teórico-prático para a cidade de resistência total e de guerra de população de guerriglia e de controguerriglia, em 1975.
Na Finlândia, o livro foi traduzido como Vastarintaopas por Pertti Riutta da organização de direita Itsenäisyyden Puolesta em 1981. O livro deveria ser entregue a pessoas de confiança para se prepararem para uma possível invasão soviética. O livro foi impresso em segredo pela agência de inteligência francesa DGSE. Apenas dez foram entregues antes de as autoridades finlandesas confiscassem os livros e Riutta e um dos seus associados fossem acusados de espionagem contra a União Soviética a favor de França.

Na Alemanha, o livro foi frequentemente encontrado em buscas policiais, incluindo com membros Fração Do Exército Vermelho. Desde 1988, Der totale Widerstand é o único livro suíço cuja distribuição é restrita na Alemanha porque está indexado pelo Departamento Federal dos Meios de Comunicação Social Prejudiciais aos Jovens como "conducente a confundir a ética social das crianças e dos jovens e a promover a sua inclinação para a violência".